# Ванцаго
Ванца̀го (на италиански: Vanzago, на западноломбардски: Vansàgh, Вансаг) е градче и община в Северна Италия, провинция Милано, регион Ломбардия. Разположено е на 161 m надморска височина. Населението на общината е 8894 души (към 2010 г.).